# 叶兆言
叶兆言（1957年—），原籍江苏苏州，生于南京，中国作家，现为江苏省作协专业作家，中国作家协会会员。其祖父为教育家叶圣陶，其父为编辑家叶至诚，其母为姚澄。

## 生平
1982年毕业于南京大学中文系。1986年获硕士学位。1980年开始发表作品。1985年发表《悬挂的绿苹果》，人们开始认识他。而真正使他成名的，则是1988年发表的《枣树的故事》，在这之后他的作品才开始被广泛讨论。其作《追月楼》获1987--1988年全国优秀中篇小说奖、首届江苏文学艺术奖。

## 主要作品
有《叶兆言文集》(七卷本)、长篇小说系列（六卷本）、中篇小说系列（五卷本）、非虚构作品系列（四卷本）等。
叶兆言的小说多为“人情小说”（王德威《想像中国的方法》，若以描写的背景来分，叶兆言的作品大致分为两类：一类是以民国为背景的秦淮遗事，主要有“夜泊秦淮”系列，《花影》与《花煞》，《一九三七年的爱情》等；一类是以文革至今大陆中低社会为背景的市井人生，可称之为速写，有《艳歌》，《五月的黄昏》，《爱情规则》等。叶兆言是一个积极的作家，除“人情小说”外，还探索“成长小说”的写作（《没有玻璃的花房》）。
其散文杂文琳琅满目，有多部散文集以及发表在《收获》上的“杂花生树”系列杂文等。

### 长篇小说
- 《死水》1986年江苏文艺出版社
- 《花影》1994年南京出版社
- 《花煞》1994年今日中国出版社
- 《走进夜晚》1994春风文艺出版社
- 《一九三七年的爱情》1996年江苏文艺出版社
- 《别人的爱情》2001年华艺出版社
- 《没有玻璃的花房》2003年作家出版社
- 《我们的心多么顽固》2003年春风文艺出版社
- 《苏珊的微笑》2018年人民文学出版社
- 《很久以来》2018年人民文学出版社
- 《刻骨铭心》2018年人民文学出版社
- 《璩家花园》2024年译林出版社

### 中篇小说
- 《追月楼》
- 《去影》1992年长江文艺出版社
- 《路边的月亮》1992年江苏文艺出版社
- 《五异人传》1993年中国社会科学出版社
- 《采红菱》 1993年华艺出版社
- 《绿色陷阱》1993年北方文艺出版社
- 《魔方》1998年山东文艺出版社
- 《烛光舞会》1998年泰山出版社
- 《走近赛珍珠》1999年云南人民出版社
- 《纪念少女楼兰》2000年解放军文艺出版社
- 《五月的黄昏》2001年时代文艺出版社
- 《夜来香》2003年1月江苏文艺出版社
- 《马文的战争》2007年北京十月文艺出版社
- 《通往父亲之路》2022年

中篇小说集
- 《夜泊秦淮》1991年浙江文艺出版社
- 《枣树的故事》1993年江苏文艺出版社
- 《艳歌》2001年广西师范大学出版社
- 《不坏那么多，只坏一点点》2015人民文学出版社

### 散文集
- 《流浪之夜》1995年江苏文艺出版社
- 《旧影秦淮》1998年江苏美术出版社
- 《南京人》1997年浙江人民出版社
- 《录音电话》1998年湖南文艺出版社
- 《闲话三种》1999年百花文艺出版社
- 《不疑盗嫂》2001年文化艺术出版社
- 《烟雨秦淮》2002年南方日报出版社

非虚构系列
- 《陈旧人物》1997年上海书店
- 《群莺乱飞》2002年上海书店
- 《午后的岁月》2002年上海书店
- 《杂花生树》2002年人民文学出版社

### 文集
- 《叶兆言文集》7册，1993-1997，江苏文艺出版社
- 《叶兆言长篇小说》6册，2010，上海文艺出版社
- 《叶兆言中篇小说》5册，2012，人民文学出版社
- 《叶兆言长篇小说系列》8册，2010，人民文学出版社

## 家庭
祖父是中国文学元老叶圣陶。父亲叶至诚曾任江苏省文联创作委员会副主任；母亲姚澄是省戏剧团的著名演员。“兆言”这个名字，就是各取父母名字中的“姚”和“诚”的半边组合成的。
妻子王月华。女儿叶子，在南京大学当老师。